# MuchMusic Video Award per il miglior video internazionale
Il MuchMusic Video Award per il miglior video internazionale (MuchMusic Video Award for Best International Video) è un riconoscimento annuale assegnato nell'ambito dei MuchMusic Video Awards a partire dal 1998.
- 1998
  - Ray of Light, cantato da Madonna, diretto da Jonas Åkerlund
- 2001
  - Stan, cantato da Eminem feat. Dido, diretto da Phil Atwell e Dr. Dre
- 2002
  - Whenever, Wherever, cantato da Shakira, diretto da Francis Lawrence
- 2003
  - Like Glue, cantato da Sean Paul, diretto da Benny Boom
- 2004
  - Crazy in Love, cantato da Beyoncé feat. Jay-Z, diretto da Jake Nava
  - P.I.M.P., cantato da 50 Cent, diretto da Chris Robinson
  - Toxic, cantato da Britney Spears, diretto da Joseph Kahn
  - Right Thurr, cantato da Chingy, diretto da Jessy Terrero
  - The Voice Within, cantato da Christina Aguilera, diretto da David LaChapelle
  - Come Clean, cantato da Hilary Duff, diretto da Dave Meyers
  - All Falls Down, cantato da Kanye West, diretto da Chris Milk
  - Stand Up, cantato da Ludacris, diretto da Dave Meyers
  - Pass That Dutch, cantato da Missy Elliott, diretto da Dave Meyers
  - Yeah!, cantato da Usher feat. Lil Jon & Ludacris, diretto da Mr. X
- 2005
  - Caught Up, cantato da Usher, diretto da Mr. X
  - Candy Shop, cantato da 50 Cent, diretto da Jessy Terrero
  - 1, 2 Step, cantato da Ciara feat. Missy Elliott, diretto da Benny Boom
  - Just Lose It, cantato da Eminem, diretto da Phillip G. Atwell
  - Call on Me, cantato da Eric Prydz, diretto da Huse Monfaradi
  - What You Waiting For?, cantato da Gwen Stefani, diretto da Francis Lawrence
  - Jesus Walks, cantato da Kanye West, diretto da Michael Haussman
  - Bridging the Gap, cantato da Nas feat. Olu Dara
  - Drop It like It's Hot, cantato da Snoop Dogg feat. Pharell, diretto da Paul Hunter
  - Hate It or Love It, cantato da The Game feat. 50 Cent
- 2006
  - SOS, cantato da Rihanna, diretto da Chris Applebaum
- 2007
  - Fergalicious, cantato da Fergie, diretto da Fatima Robinson
- 2008
  - Don't Stop the Music, cantato da Rihanna, diretto da Chris Applebaum
- 2009
  - Poker Face, cantato da Lady Gaga, diretto da Ray Kay e Anthony Mandler
- 2010
  - Party in the U.S.A., cantato da Miley Cyrus, diretto da Anthony Mandler